# Hermosillo, Guanajuato
Hermosillo är en ort i Mexiko.   Den ligger i kommunen Santiago Maravatío och delstaten Guanajuato, i den centrala delen av landet, 210 km väster om huvudstaden Mexico City. Hermosillo ligger 1 745 meter över havet och antalet invånare är 219.
Terrängen runt Hermosillo är platt åt nordväst, men åt sydost är den kuperad. Runt Hermosillo är det ganska glesbefolkat, med 50 invånare per kvadratkilometer. Närmaste större samhälle är Salvatierra, 10,2 km öster om Hermosillo. Trakten runt Hermosillo består till största delen av jordbruksmark.